# Scrancia agrostes
Scrancia agrostes är en fjärilsart som beskrevs av Sergius G. Kiriakoff 1962. Scrancia agrostes ingår i släktet Scrancia och familjen tandspinnare. Inga underarter finns listade.